# Sterren Dansen op het IJs
Sterren Dansen op het IJs is een Nederlands televisieprogramma dat uitgezonden werd door SBS6. Het programma is een variant op het Amerikaanse amusementsprogramma Skating with Celebrities. De presentatie van de eerste vier seizoenen lagen in handen van Nance Coolen en Gerard Joling, het vijfde en tevens laatste seizoen werd gepresenteerd door Gerard Joling en Tess Milne.

## Format
Een groep bekende Nederlanders zonder ijsdanservaring nemen het, samen met een professionele partner, in paren tegen elkaar op. RTL 4 kwam tegelijkertijd samen met VTM met een soortgelijk programma onder de naam Dancing on Ice. Beide shows zijn geïnspireerd door het succes van het, in de Nederlandse versie door RTL 4 uitgezonden, dansprogramma Dancing with the Stars, dat een oorspronkelijk Engels format is, een zogenaamde "celebrity spin-off" van het BBC programma Strictly Come Dancing. De ijsversie is tevens geïnspireerd door een Amerikaans programma Skating with Celebrities van de televisiezender Fox. In het najaar van 2007 maakte SBS6 bekend dat er op 28 december 2007 een speciale kinderversie kwam van Sterren Dansen op het IJs, namelijk Kinderen Dansen op het IJs. Via een combinatie van jurering door specialisten en televoting / sms'en, wat inkomsten voor de televisiemaatschappij genereert, worden een voor een de koppels uitgeschakeld. In de vrijdagshow ijsdansen de sterren en hun partners zo goed mogelijk. Er gaan aan het eind van de show 2 paren naar de skate-off. De skate-off is zaterdag en er wordt dan in een aparte show bepaald welk paar die week afvalt. De koppels krijgen vrijdag punten van de vakjury en het publiek; bij de skate-off beslist uitsluitend het publiek door televoting / sms'en.

## Presentatie
De oorspronkelijke versie van het programma werd gepresenteerd door het presentatieduo Gerard Joling en Nance Coolen. Zij presenteerden samen de eerste vier seizoenen van het programma. Na een afwezigheid van een jaar keerde het programma in 2013 terug op televisie. Joling keerde terug als presentator en vormde ditmaal een duo met Tess Milne.
| Presentator   | Seizoen 1 | Seizoen 2 | Seizoen 3 | Seizoen 4 | Seizoen 5 |
| ------------- | --------- | --------- | --------- | --------- | --------- |
| Gerard Joling |           |           |           |           |           |
| Nance Coolen  |           |           |           |           |           |
| Tess Milne    |           |           |           |           |           |

## Juryleden
De originele jurybezetting bestond uit Jayne Hamelink, Marc Forno, Peter Moomann en Wil Visser en bleef tot en met het derde seizoen in stand. Moormann en Visser werden in seizoen vier vervangen als juryleden door Hein Vergeer en Sita Vermeulen. Beide waren eerder als deelnemers aan het programma te zien: Vergeer was de winnaar van het eerste seizoen en Vermeulen winnaar van het tweede seizoen. Voor het vijfde seizoen keerde niemand van de vorige bezetting terug en werd een compleet nieuwe jurygroep geïntroduceerd bestaande uit Maurice Wijnen, Patricia Paay, Martine Zuiderwijk en Jody Bernal.
| Juryleden          | Seizoen 1 | Seizoen 2 | Seizoen 3 | Seizoen 4 | Seizoen 5 |
| ------------------ | --------- | --------- | --------- | --------- | --------- |
| Jayne Hamelink     |           |           |           |           |           |
| Marc Forno         |           |           |           |           |           |
| Peter Moormann     |           |           |           |           |           |
| Wil Visser         |           |           |           |           |           |
| Hein Vergeer       |           |           |           |           |           |
| Sita Vermeulen     |           |           |           |           |           |
| Maurice Wijnen     |           |           |           |           |           |
| Patricia Paay      |           |           |           |           |           |
| Martine Zuiderwijk |           |           |           |           |           |
| Jody Bernal        |           |           |           |           |           |

## Seizoen overzicht
| Seizoen | Afl. aantal | Start            | Finale           | Koppels | Winnende kandidaat         | Winnende professional | Presentatie                | Ice panel                                                   |
| ------- | ----------- | ---------------- | ---------------- | ------- | -------------------------- | --------------------- | -------------------------- | ----------------------------------------------------------- |
| Één     | 10          | 19 augustus 2006 | 21 oktober 2006  | 11      | Hein Vergeer               | Florentine Houdinière | Gerard Joling Nance Coolen | Jayne Hamelink Peter Moormann Wil Visser Marc Forno         |
| Twee    | 11          | 11 januari 2007  | 17 maart 2007    | 13      | Sita Vermeulen             | Slawomir Borowiecki   | Gerard Joling Nance Coolen | Jayne Hamelink Peter Moormann Wil Visser Marc Forno         |
| Drie    | 9           | 26 oktober 2007  | 22 december 2007 | 10      | Sander Foppele             | Nicola Trippick       | Gerard Joling Nance Coolen | Jayne Hamelink Peter Moormann Wil Visser Marc Forno         |
| Vier    | 11          | 28 januari 2011  | 15 april 2011    | 13      | Michael Boogerd            | Darya Nucci           | Gerard Joling Nance Coolen | Jayne Hamelink Hein Vergeer Sita Vermeulen Marc Forno       |
| Vijf    | 7           | 1 januari 2013   | 9 februari 2013  | 13      | Tony "Sterretje" Wyczynski | Alexandra Murphy      | Gerard Joling Tess Milne   | Maurice Wijnen Patricia Paay Martine Zuiderwijk Jody Bernal |

### Seizoen 1 (2006)
| Deelnemer            | Beroep                   | Schaatspartner                 | Uitschakeling     | Skate-off verloren van |
| -------------------- | ------------------------ | ------------------------------ | ----------------- | ---------------------- |
| Hein Vergeer         | oud-schaatser            | Florentine Houdinière          | -                 | winnaar                |
| Jody Bernal          | zanger                   | Katerina "Katka" Kovalová      | -                 | finalist               |
| Maud Mulder          | zangeres                 | Alexander "Sacha" Svetchnikov  | 14 oktober 2006   | Hein Vergeer           |
| Annamarie Thomas     | oud-schaatsster          | Trevor Buttenham               | 7 oktober 2006    | Maud Mulder            |
| Ellemieke Vermolen   | actrice en presentatrice | Nicholas Keagan                | 30 september 2006 | Hein Vergeer           |
| Laura Vlasblom       | zangeres                 | Cedric Lagnier/Christophe Groc | 23 september 2006 | Ellemieke Vermolen     |
| Mari van de Ven      | stylist                  | Amanda Jane Galloway           | 16 september 2006 | Annamarie Thomas       |
| Klaas Wilting        | oud-politievoorlichter   | Victoria Timochenko            | 9 september 2006  | Mari van de Ven        |
| Marga Scheide        | zangeres                 | David Szurman                  | 2 september 2006  | Mari van de Ven        |
| Leontien van Moorsel | oud-wielrenner           | Christophe Groc                | 26 augustus 2006  | Mari van de Ven        |
| João Varela          | Tweede Kamerlid          | Kristina Savenkova             | 19 augustus 2006  | Marga Scheide          |

### Seizoen 2 (2007)
Reinout Oerlemans, producent voor SBS, kondigde nog op 9 januari een wildcard-show aan, waarin vijf bekende Nederlanders meedingen voor een plaatsje. Als reactie daarop kondigde Dancing on Ice eveneens een wildcardshow aan, voor onbekende Nederlanders. Arend Langenberg blijkt dit keer de publiekslieveling te zijn, die daarom ondanks zijn beperkte capaciteiten een aantal rondes overleeft.
| Deelnemer          | Beroep         | Schaatspartner                | Uitschakeling    | Skate-off verloren van                   |
| ------------------ | -------------- | ----------------------------- | ---------------- | ---------------------------------------- |
| Sita Vermeulen     | zangeres       | Slawomir Borowiecki           | -                | winnares                                 |
| Geert Hoes         | acteur         | Sherri Kennedy                | -                | finalist                                 |
| Thomas Berge       | zanger         | Nina Oelanova                 | 10 maart 2007    | Geert Hoes                               |
| Jasmine Sendar     | actrice        | Michał Zych                   | 3 maart 2007     | Thomas Berge                             |
| Petra Kagchelland  | actrice        | Tyrrell Cockrum               | 24 februari 2007 | Jasmine Sendar                           |
| Corry Konings      | zangeres       | Martin Šimeček                | 17 februari 2007 | Jasmine Sendar                           |
| Arend Langenberg   | nieuwslezer    | Magdalena Komorowska          | 10 februari 2007 | Corry Konings                            |
| Jeroen Blijlevens  | oud-wielrenner | Lindsey Woolstencroft         | 3 februari 2007  | Jasmine Sendar                           |
| Gallyon van Vessem | presentatrice  | Radek Dostal                  | 27 januari 2007  | Jasmine Sendar                           |
| Dries Roelvink     | zanger         | Elvira Kazakova               | 20 januari 2007  | Gallyon van Vessem                       |
| Bas Westerweel     | presentator    | Molly Perry / Julie Pritchard | 19 januari 2007  | weggestemd door het publiek              |
| Elle van Rijn      | actrice/auteur | Sacha Blanchet                | 13 januari 2007  | Jeroen Blijlevens                        |
| Kristina Bozilovic | presentatrice  | Michael Chack                 | 12 januari 2007  | weggestemd door het publiek              |
| Patty Brard        | zangeres       | Tyrrell Cockrum               | 11 januari 2007  | wildcard; verloren van Petra Kagchelland |
| Rob Geus           | presentator    | Julie Pritchard               | 11 januari 2007  | wildcard; verloren van Petra Kagchelland |
| Lola Brood         | kunstenares    | Tyrrell Cockrum               | 11 januari 2007  | wildcard; verloren van Petra Kagchelland |
| Mike Starink       | presentator    | Julie Pritchard               | 11 januari 2007  | wildcard; verloren van Petra Kagchelland |

### Seizoen 3 (2007)
| Deelnemer         | Beroep        | Schaatspartner    | Uitschakeling    | Skate-off verloren van |
| ----------------- | ------------- | ----------------- | ---------------- | ---------------------- |
| Sander Foppele    | acteur        | Nicola Trippick   | -                | winnaar                |
| Floortje Smit     | zangeres      | Laszlo Saritz     | -                | finalist               |
| Melody Klaver     | actrice       | David Pissard     | 15 december 2007 | Floortje Smit          |
| Glennis Grace     | zangeres      | Alexander Pavlov  | 8 december 2007  | Melody Klaver          |
| Gaston Starreveld | presentator   | Dannielle Guppy   | 1 december 2007  | Glennis Grace          |
| Sipke Jan Bousema | presentator   | Elena Sokolova    | 24 november 2007 | Floortje Smit          |
| Ewout Genemans    | acteur        | Beatrix Tanyi     | 23 november 2007 | directe uitschakeling  |
| Maribelle         | zangeres      | Chris Tombs       | 10 november 2007 | Sipke Jan Bousema      |
| Olga Commandeur   | presentatrice | Stanick Jeannette | 3 november 2007  | Sipke Jan Bousema      |
| Aram van de Rest  | acteur        | Katalin Zsakal    | 26 oktober 2007  | directe uitschakeling  |

### Seizoen 4 (2011)
Seizoen 4 ging op 28 januari 2011 van start.
Het werd gepresenteerd door Gerard Joling en Nance. Hein Vergeer, Jayne Hamelink, Marc Forno en Sita Vermeulen beoordeelden de sterren op hun talent.
De skate-off werd dit seizoen direct na de liveshow gehouden.
| Deelnemer             | Beroep                                  | Schaatspartner     | Uitschakeling    | Skate-off verloren van             |
| --------------------- | --------------------------------------- | ------------------ | ---------------- | ---------------------------------- |
| Michael Boogerd       | wielrenner                              | Darya Nucci        | -                | winnaar                            |
| Jenny Smit            | Volendamse celebrity; zus van Jan Smit. | Ryan Shollert      | -                | finalist                           |
| Monique Smit          | zangeres en presentatrice               | Joel Geleynse      | 8 april 2011     | Jenny Smit                         |
| Sieneke Peeters       | zangeres                                | Ryan Gutzmer       | 25 maart 2011    | Monique Smit                       |
| Vivian Reijs          | presentatrice en schrijfster            | Nicholas Keagan    | 18 maart 2011    | Monique Smit en Michael Boogerd    |
| Ralf Mackenbach       | zanger                                  | Ally Hornsby       | 11 maart 2011    | Michael Boogerd                    |
| Babette van Veen      | actrice                                 | Gabriel Leel       | 4 maart 2011     | Vivian Reijs                       |
| Inge de Bruijn        | zwemster                                | Mateo Zanni        | 25 februari 2011 | Vivian Reijs en Jenny Smit         |
| Kim Feenstra          | model                                   | Kevin Stefan       | 18 februari 2011 | Inge de Bruijn en Babette van Veen |
| Remy Bonjasky         | kickbokser                              | Kellyn Koepplinger | 11 februari 2011 | Inge de Bruijn                     |
| Danny de Munk         | zanger, acteur en presentator           | Kristen Treni      | 11 februari 2011 | gestopt door blessure              |
| Beau van Erven Dorens | acteur en presentator                   | Amanda Merrit      | 4 februari 2011  | Kim Feenstra                       |
| Tim Douwsma           | zanger                                  | Laura Doty         | 28 januari 2011  | directe uitschakeling              |

### Seizoen 5 (2013)
Het 5e seizoen van dit programma ging op zaterdag 5 januari 2013 van start. Op dinsdag 1 januari was er een speciale nieuwjaarsspecial. Dit seizoen werd als van ouds gepresenteerd door Gerard Joling.  En net als in het programma Sterren Springen op Zaterdag stond Tess Milne dit keer aan zijn zijde.
| Deelnemer           | Beroep                     | Schaatspartner    | Uitschakeling   |
| ------------------- | -------------------------- | ----------------- | --------------- |
| Tony Wyczynski      | Mediapersoonlijkheid       | Alexandra Murphy  | Winnaar         |
| Laura Ponticorvo    | Mediapersoonlijkheid       | Joel Geleynse     | Finalist        |
| Monsif Bakkali      | Zanger                     | Patti Petrus      | 9 februari 2013 |
| Gaby Blaaser        | Actrice                    | Benoit Richaud    | 2 februari 2013 |
| Jarno Hams          | Sterkste man van Nederland | Katie Stainsby    | 2 februari 2013 |
| Paul Turner         | Zanger                     | Scarlett Rouzet   | 26 januari 2013 |
| Christophe Haddad   | Acteur                     | Lauren Farr       | 26 januari 2013 |
| Mimoun Ouled Radi   | Acteur                     | Kellyn Koeplinger | 19 januari 2013 |
| Antje Monteiro      | Zangeres                   | Ryan Shollert     | 12 januari 2013 |
| Monique Sluyter     | Model en presentatrice     | Yannick Bonheur   | 12 januari 2013 |
| Andy van der Meijde | Voormalig profvoetballer   | Alice Velati      | 5 januari 2013  |
| José Hoebee         | Luv'-zangeres              | Simon Crowhurst   | 5 januari 2013  |
| Zimra Geurts        | Verslaggever GeenStijl     | Alexis Miart      | 1 januari 2013  |